# Petr Kouba
Petr Kouba, né le 28 janvier 1969 à Prague, est un footballeur tchèque évoluant au poste de gardien. International tchécoslovaque puis tchèque, il est le grand artisan du parcours de la Tchéquie à l'Euro 1996 où, en demi-finale, il qualifie son équipe lors de la séance de tirs au but en arrêtant la tentative de Reynald Pedros.
Il est aujourd'hui l'adjoint du sélectionneur de l'équipe espoirs de Tchéquie.

## Carrière
- 1988-1990 : Bohemians Prague (Tchécoslovaquie).
- 1990-1996 : Sparta Prague (Rép. tchèque).
- 1996-1997 : Deportivo La Corogne (Espagne).
- 1997-1998 : FC Kaiserslautern (Allemagne).
- 1998-1999 : Viktoria Žižkov (Rép. tchèque).
- 1999-2001 : Deportivo La Corogne (Espagne).
- 2001-2002 : FK Jablonec 97 (Rép. tchèque).
- 2002-2005 : Sparta Prague (Rép. tchèque).

## Palmarès
- Champion de Tchéquie : 1994 et 1995 (Sparta Prague).
- Champion de Tchécoslovaquie : 1991 et 1993 (Sparta Prague).
- Champion d'Espagne : 2000 (Deportivo La Corogne).
- Vainqueur de la Coupe de Tchéquie : 1996 (Sparta Prague).
- Vainqueur de la Coupe de Tchécoslovaquie : 1992 (Sparta Prague).

## Carrière internationale
- Finaliste de l'Euro 1996.
- A participé à l'Euro 1996 (6 matchs).
- International tchécoslovaque puis tchèque (40 sélections) entre 1991 et 1998.